# 山下徳久
山下 徳久（やました とくひさ、1976年12月8日 - ）は、日本の俳優。大阪府出身。オフィスMORIMOTO所属。劇団東俳大阪校出身。
身長170cm。体重56kg。血液型B型。趣味は読書。特技はギター、ビリヤード、殺陣、水泳。

## 出演作品

### 映画
- 隠し剣 鬼の爪（2004年）
- 火天の城（2009年）
- 人間失格（2010年）
- 獄（ひとや）に咲く花（2010年）
- 逆転裁判（2012年）
- るろうに剣心（2012年）
- 天地明察（2012年）
- 黄金を抱いて翔べ（2012年）
- 関西ジャニーズJr.の京都太秦行進曲!（2013年）
- ハッピーランディング（2015年）
- 天空の蜂（2015年）
- 家族ごっこ（2015年）
- 残穢 -住んではいけない部屋-（2016年）
- 任侠野郎（2016年）
- 殿、利息でござる!（2016年）
- 永い言い訳（2016年）
- かぞくへ（2016年）
- 忍びの国（2017年） - 供侍 役
- アリーキャット（2017年）
- 関ヶ原（2017年）
- 東映 presents HKT48×48人の映画監督たち「海の、家」（2017年）
- 飢えたライオン（2018年）
- 検察側の罪人（2018年）
- アウト&アウト（2018年）
- 猿楽町で会いましょう（2019年）
- ビューティフル、グッバイ（2019年）
- 幸福な囚人（2019年）
- 短編映画『Hunted〜死神と呼ばれた女〜』
- アリスの住人（2021年） - 榎本司 役
- ゆりに首ったけ（2023年） - 主演・健 役[2] ※吉川流光、藤公太、大沢真一郎とのクアドラプル主演
- ネムルバカ（2025年） - オヤジ 役[3][4][5]

### テレビドラマ
- 向田邦子新春スペシャル 麗子の足（1987年）
- はぐれ刑事純情派
  - （1988年）
  - （1994年）
  - （1994年）
- 連続テレビ小説
  - 君の名は（1991年）
  - 風のハルカ（2005年）
  - 純と愛（2012年）
- 金曜ドラマシアター 開戦五十年特別企画　昭和16年の敗戦（1991年）
- 大人は判ってくれない（1992年）
- 世にも奇妙な物語 冬の特別編「言葉の戦争」（1994年） - モノポリーの男
- 東芝日曜劇場 ボクの就職（1994年）
- 忠臣蔵 瑤泉院の陰謀（2007年）
- 落日燃ゆ（2009年）
- 大仏開眼（2010年）
- 大奥〜誕生［有功・家光篇］（2012年）
- 必殺シリーズ
  - 必殺仕事人2012（2012年）
  - 必殺仕事人2013（2013年）
- 忠臣蔵〜その義その愛（2012年）
- BS時代劇 妻は、くノ一（2013年）
- オリンピックの身代金（2013年）
- 図書館戦争 ブック・オブ・メモリーズ（2015年）
- 松本清張ミステリー時代劇（2015年）
- 連続ドラマW しんがり 山一證券 最後の聖戦（2015年）
- 1964から2020へ 惨敗から立ち上がれ 〜水泳王国ニッポンへの道〜（2016年）
- 山本周五郎人情時代劇（2016年）
- 相棒
  - （2016年）
  - （2018年）
  - （2018年）
- 侠飯〜おとこめし〜（2016年）
- 脚本家と女刑事（2016年）
- 金曜ドラマ 神の舌を持つ男（2016年）
- 新・ミナミの帝王
  - （2017年）
  - （2018年）
- 増山超能力師事務所（2017年）
- 直撃せよ!2016年 〜文春砲の裏側〜（2017年）
- でも、結婚したいっ!〜BL漫画家のこじらせ婚活記〜（2017年）
- みをつくし料理帖（2017年）
- 警視庁いきもの係（2017年）
- 黒革の手帖（2017年）
- 特命刑事 カクホの女（2018年）
- 逆転人生「えん罪・奇跡の逆転無罪判決」（2018年）
- 孤独のグルメ Season7 第1話    （2018年4月7日、テレビ東京） - 客9 役
- スモーキング（2018年）
- 満願（2018年）
- 絶対零度〜未然犯罪潜入捜査〜（2018年）
- 夜警（2018年）
- 木曜劇場 スキャンダル専門弁護士 QUEEN（2019年）
- グッバイ筋肉!（2019年）
- 大河ドラマ いだてん〜東京オリムピック噺〜（2019年）
- 日曜プライム 逆転報道の女 FINAL（2020年） - 小早川秘書
- 特捜9（2020年） - 紺野高行
- 王様に捧ぐ薬指 第3話（2023年） - 船長
- シッコウ!!〜犬と私と執行官〜 第5話（2023年） - 福永福男
- ダブルチート 偽りの警官 Season1 第6話（2024年5月31日、テレビ東京・WOWOW）

### 舞台
- 井上泰治プロデュース「大奥春秋」（2014年）
- 牧羊犬第2回本公演「狼少年タチバナ」（2015年）
- 笹塚放課後クラブ第四回公演｢迷惑な死体｣（2015年） - ヤクザ
- ・プレイユニットA→XYZ 「200億の電波」（2019年）

### CM
- J:COM　わたしの見たい!!が、あるTV　時代劇編（2017年）
- 日本電気事業連合会　お願い!火力さん（2018年）